# Fábián Károly
Fábián Károly (Fertőszentmiklós, 1938. augusztus 7. – ) magyar vegyészmérnök, országgyűlési képviselő.

## Élete
Középiskolai tanulmányait követően a Budapesti Műszaki Egyetemen tanult tovább, ahol okleveles vegyészmérnök végzettséget szerzett. Diplomázása után a szakmájában helyezkedett el, később a Petőházi Cukorgyár igazgatója lett. 1974-től volt tagja a Magyar Szocialista Munkáspártnak. Az 1985. június 8-i országgyűlési választáson Győr-Sopron megye 13. számú egyéni választókerületében parlamenti képviselői mandátumot szerzett.